# فيكتور بيرك
فيكتور بيرك (بالإنجليزية: Victor Burke)‏ هو ممثل أيرلندي، ولد في 1980 في جمهورية أيرلندا.

## وصلات خارجية
- فيكتور بيرك على موقع IMDb (الإنجليزية)